# Emil Heim
Emil Peter Heim (* 26. Oktober 1887 in Blieskastel; † 15. Oktober 1967 in Saarbrücken) war ein deutscher Politiker und kommissarischer Oberbürgermeister von Saarbrücken.

## Leben
Nach dem Abitur in Neustadt an der Weinstraße studierte Heim ab 1906 Rechtswissenschaften in München, Würzburg, Kiel und Berlin und schloss 1910 mit der ersten Staatsprüfung ab. Seit dem Studium war er Mitglied der Studentenverbindung Akademischer Gesangverein München im SV. Er absolvierte seinen Militärdienst als Einjährig-Freiwilliger und promovierte 1912 in Heidelberg über „Das Verschweigen der Minderjährigkeit und ähnlicher Fälle als Delikt“. Aus dem Ersten Weltkrieg kehrte er als Kriegsversehrter zurück, bestand 1917 in München die zweite juristische Staatsprüfung, trat 1918 in den bayerischen Staatsdienst ein und übernahm verschiedene öffentliche Ämter. 1920 heiratete er Hermine Dröll.
1931 ließ er sich als Rechtsanwalt in Saarbrücken nieder. Mit Beginn des Zweiten Weltkrieges wurde er als Oberleutnant der Reserve eingezogen und leistete bis 1945 Kriegsdienst, davon längere Zeit bei der Militärverwaltung in Metz, wo er sich zum Teil mit Erfolg bemühte, Übergriffen der NS-Behörden auf die Bevölkerung entgegenzuwirken. Unmittelbar nach Kriegsende wurde er am 10. Mai 1945 in das Regierungspräsidium Saar berufen und versah vom 15. August 1945 bis zum 30. September 1946 (d. h. bis zur ersten Kommunalwahl) kommissarisch das Amt des Oberbürgermeisters von Saarbrücken und zugleich vom 15. August 1945 bis zum 10. Oktober 1945 kommissarisch das Amt des Landrats im Landkreis Saarbrücken. 1947 schied er als Leitender Regierungsdirektor aus dem Staatsdienst aus und nahm seine Tätigkeit als Rechtsanwalt wieder auf.
Von 1952 bis 1962 war er Vizepräsident der Anwaltskammer des Saarlandes, ab 1962 Präsident des Ehrengerichtshofes.